# Ulrich von Jungingen
Ulrich von Jungingen, född cirka 1360, död den 15 juli 1410, efterträdde sin bror Konrad som högmästare av Tyska orden 1407. 1409 förklarade han krig mot Polen-Litauen. Ulrich von Jungingen ledde Tyska Ordens riddarhär i slaget vid Tannenberg, där han och många andra ordensriddare stupade. Den förkrossande polska segern innebar slutet på Tyska Ordens maktställning vid Östersjökusten, även om staten fortsatt existerade. Von Jungingen var gift med Bona von Savoyen.